# Siler bielawskii
Siler bielawskii là một loài nhện trong họ Salticidae.
Loài này thuộc chi Siler. Siler bielawskii được Marek Żabka miêu tả năm 1985.